# 裴子餘
裴子餘（7世纪？—726年），唐朝绛州稷山人，出自河东裴氏，南鄭县、酇县令裴慎的孙子，邠、寧二州刺史裴守真的儿子，裴耀卿的哥哥。
裴子餘事奉继母以孝顺闻名。举明经，补任鄠县尉。当时同列李朝隐、程行谌都以文法著称，只有裴子餘以儒学知名。有人问雍州长史陈崇业，裴子餘与李朝隐、程行谌孰优孰劣，陈崇业回答：“譬如春兰秋菊，各有其香，都不可偏废也。”
景龙年间，为左台监察御史。当时泾、岐二州有隋代蕃户子孙数千家，司农卿赵履温上奏，全部没收为官户奴婢，充当给贵族的赏赐人口。裴子餘认为官户获得恩遇，才为蕃户，现在他们又是蕃户的子孙，不能贬抑为蕃户，上奏弹劾其事。赵履温依附宗楚客等人，与裴子餘当庭辩论是非。裴子餘词色不屈，赵履温等词穷，朝廷听从裴子餘的奏议。
开元初年，官至冀州刺史。为政宽惠，被吏民称道。入朝为岐王府长史，加银青光禄大夫。中书令张说、黄门侍郎卢藏用、给事中裴子餘与窦维鍌亲善。唐朝隐太子、章怀太子、懿德太子、节愍太子四太子都建陵庙，右拾遗陈贞节以为不妥，上言请不要以国家奉祀，而由各自后代子孙奉祀。唐玄宗诏有司议论。驾部员外郎裴子餘认为四太子都是先帝冢嗣，庙不可废。于是四陵庙只是将吏卒减半，其他如旧。开元十四年（726年）裴子餘去世，谥孝。当时程行谌谥号贞。中书令张说叹道：“二人的谥号都可称无愧！”裴子餘居官清廉，家族友爱，与裴耀卿、裴巨卿兄弟六人，都有志行。其子裴泳，官至奉禮郎；裴潁，官至左清道率府兵曹參軍。